# Suko Harjo (Ngaglik)
Suko Harjo is een bestuurslaag in het regentschap Sleman van de provincie Jogjakarta, Indonesië. Suko Harjo telt 14.997 inwoners (volkstelling 2010).